# Magistrados executivos do Império Romano
Os magistrados executivos do Império Romano eram pessoas eleitas durante o antigo Império Romano. Durante a transição da monarquia para a república, o equilíbrio de poderes constitucionais passou do ramo executivo (o rei de Roma) para o senado romano. Durante a transição da república para o império, o equilíbrio de poder regressou para o ramo executivo (o imperador romano). Em teoria, o senado elegia cada novo imperador, embora na prática fosse o exército quem fazia a escolha. Os dois principais componentes do poder do imperador (o seu imperium) eram o "poder tribunício" (potestas tribunicia) e o "poder proconsular" (imperium proconsulare). Em teoria, o poder tribunício, semelhante ao poder dos tribunos da plebe durante a república) dava ao imperador autoridade sobre o governo civil de Roma, enquanto que os poderes proconsulares, semelhantes aos dos governadores militares, ou procônsules, na república, lhe davam autoridade sobre o exército romano. Embora estas distinções fossem claramente definidas durante o início do império, ao longo do tempo foram sendo perdidas e os poderes do imperador tornaram-se menos constitucionais e mais monárquicos.